# Arqueà
L'Arqueà (antigament Arqueozoic) és l'eó geològic que precedeix el Proterozoic, fa 2.500 milions d'anys. En lloc de basar-se en l'estratigrafia, aquest límit es defineix cronològicament. El límit inferior no ha estat oficialment reconegut per la Comissió Internacional d'Estratigrafia, però normalment se'l situa a fa 4.000 milions d'anys, a la fi de l'eó Hadeà.
El nom deriva de l'ètim grec arkheos (‘arcaic’).

## Geologia
A principi de l'Arqueà, el flux de calor de la Terra era gairebé tres cops més gran que avui en dia, i a principi del Proterozoic encara era el doble de l'actual. La calor afegida podria haver estat calor restant de la formació planetària, possiblement calor de la formació del nucli ferrós, i probablement causat en part per la radioactivitat de radionúclids de vida curta com ara l'urani 235.
La majoria de roques arqueanes que perduren són roques ígnies metamòrfiques. L'activitat volcànica era considerablement més intensa que avui en dia, amb molts hotspots i rifts, així com l'erupció de laves inusuals com ara la komatiïta. Les roques ígnies com ara les grans capes de foses i les voluminoses masses plutòniques de granit, diorita, anortosita i monzonites coneguts com a sanukitoides predominen en les restes cratòniques cristal·lines de l'escorça arqueana que encara perduren.
La Terra de l'Arqueà inferior podria haver tingut un estil tectònic diferent. Alguns científics creuen que, com que la Terra estava més calenta, l'activitat tectònica era més intensa que en l'actualitat, cosa que significava un ritme molt més alt de reciclatge de material de l'escorça. Això podria haver evitat la cratonització i la formació de continents fins que el mantell es refredà i la convecció es desaccelerà. D'altres argumenten que el mantell litosfèric subcontinental és massa poc dens per patir subducció, i que la manca de roques arqueanes s'explica per l'erosió causada pels moviments tectònics posteriors. La qüestió de si hi hagué o no activitat tectònica durant l'Arqueà és una àrea essencial de la investigació geocientífica moderna.
No hi hagué grans continents fins a l'Arqueà tardà; hi havia petits protocontinents, que no es podien unir en masses més grans a causa de la intensa activitat geològica. Aquests protocontinents fèlsics es formaren probablement en hotspots i no en zones de subducció, a partir de diverses fonts: la diferenciació ígnia de roques màfiques per produir roques intermèdies i fèlsiques; el magma que fonia més roques fèlsiques i forçava la granitització de roques intermèdies; la fusió parcial de roques màfiques; i l'alteració metamòrfica de roques fèlsiques sedimentàries. Aquests continents no haurien durat gaire si eren massa densos o si arribaven a una zona de subducció.
Una altra explicació de la manca de roques arquianes de més de 3.800 milions d'anys d'antiguitat és la quantitat de residus extrasolars que hi havia al sistema solar primitiu. Fins i tot després de la formació del planeta encara existien quantitats considerables de grans asteroides i meteorits, i van bombardejar la Terra primitiva fins fa aproximadament 3.800 milions d'anys. Un bombardeig particularment intens, conegut com a gran bombardeig tardà, podria haver evitat la formació de qualsevol fragment gran de cristall, trencant els protocontinents a trossos.

### Atmosfera
L'atmosfera de l'Arqueà mancava d'oxigen en estat lliure. Sembla que les temperatures ja eren semblants a les actuals 500 milions d'anys després de la formació de la Terra, amb aigua líquida. Els astrònoms creuen que el Sol tenia una lluminositat d'un 66% de l'actual, cosa que podria haver contribuït a crear temperatures globals més baixes del que es pot esperar. Es creu que això indica els gasos amb efecte d'hivernacle eren més abundants que en períodes més recents de la història de la Terra.
Cap al final de l'Arqueà, fa aproximadament 2.600 milions d'anys, l'activitat tectònica podria haver estat similar a l'actual; hi ha dues conques sedimentàries ben preservades i evidència d'arcs volcànics, rifts intercontinentals, col·lisions entre continents i activitat orogènica arreu del món, cosa que suggereix la formació i destrucció de diversos supercontinents. L'aigua líquida era comuna i se sap que hi havia profundes conques oceàniques per la presència de formacions de ferro bandat i de sediments químics.

## Organismes
L'arqueà significa l'origen de la vida a la Terra. Els estromatòlits eren comuns durant l'Arqueà (especialment a finals de l'eó) mentre que s'han trobat uns quants fòssils de bacteris. A més del domini Bacteria (també conegut com a Eubacteria), també s'han trobat fòssils del domini extremòfil Archaea.
Probablement, la vida existí durant tot l'Arqueà, però podria haver-se vist limitada a organismes unicel·lulars sense nucli, anomenats Prokaryota (abans coneguts com a Monera); no es coneix cap fòssil d'eucariotes. És possible que haguessin aparegut durant l'Arqueà i no haver deixat fòssils. Nogensmenys, no hi ha proves fòssils de l'existència dels organismes intracel·lulars ultramicroscòpics coneguts com a virus.